# Bolszoje Bisiarino
Bolszoje Bisiarino (ros. Большое Бисярино) – wieś (sieło) w Rosji, w Tatarstanie, w rejonie tietiuskim. W 2010 liczyła 257 mieszkańców, głównie Czuwaszy.